# مورة (طليطلة)
مورة هي مدينة وبلدية في مقاطعة طليطلة ، في منطقة قشتالة والمنشف ذاتية الحكم في إسبانيا. تشتهر المنطقة بالآثار المهجورة لدير الشنت مرقس اليغروسي التابع لفرسان شنت ياقب.